# 明尼苏达河
明尼苏达河是密西西比河的支流，约534公里长，位于美国明尼苏达州。流域面积近44000平方公里，38200平方公里在明尼苏达州，约5200平方公里在南达科他州和艾奥瓦州。
它发源于明尼苏达州西南部的比格斯通湖，该湖位于明尼苏达州-南达科他州边境以南的横贯缝连水陆路的劳伦森分水岭。它流向曼凯托东南，然后转向东北。它在明尼阿波利斯和圣保罗双子城处，历史上的斯内灵堡附近汇入密西西比河。这个山谷是明尼苏达州的几个不同的区域之一。达科语中明尼苏达的意思是“好似蓝天白云颜色的水”。